# El Dorado (Kansas)
El Dorado ist eine Stadt im US-Bundesstaat Kansas und der County Seat des Butler County mit 12.870 Einwohnern (Stand: Volkszählung 2020). El Dorado befindet sich in direkter Nachbarschaft zu Wichita, der größten Stadt des Bundesstaates.

## Geschichte
El Dorado wurde im Jahr 1868 angelegt. Der Name ist spanischen Ursprungs und bedeutet „goldenes Land“. El Dorado wurde 1871 als Gemeinde gegründet.
1877 baute die Florence, El Dorado, and Walnut Valley Railroad Company eine Zweigstrecke von Florence nach El Dorado; 1881 wurde sie nach Douglass und später nach Arkansas City verlängert. Die Strecke wurde von der Atchison, Topeka and Santa Fe Railway gepachtet und betrieben. Die Strecke von Florence nach El Dorado wurde 1942 aufgegeben. Die ursprüngliche Nebenbahn verband Florence, Burns, De Graff, El Dorado, Augusta, Douglass, Rock, Akron, Winfield und Arkansas City.
Im Jahr 1915 war das El Dorado Oil Field das erste Ölfeld, das mithilfe wissenschaftlicher/geologischer Kartierungen gefunden wurde und Teil der Mid-Continent-Ölprovinz war. Bis 1918 war das El-Dorado-Ölfeld der größte Einzelproduzent in den Vereinigten Staaten und war für 12,8 % der nationalen Ölproduktion und 9 % der Weltproduktion verantwortlich. Es wurde von einigen als das „Ölfeld, das den Ersten Weltkrieg gewann“ bezeichnet.
Im Jahr 1943 wurden deutsche und italienische Gefangene des Zweiten Weltkriegs nach Kansas und in andere Staaten des Mittleren Westens gebracht, um den Arbeitskräftemangel zu beheben, der durch den Einsatz amerikanischer Männer im Krieg entstand. Große Internierungslager wurden in Kansas eingerichtet: Camp Concordia, Camp Funston (bei Fort Riley), Camp Phillips (bei Salina unter Fort Riley). Fort Riley richtete zwölf kleinere Zweiglager ein, darunter eins in El Dorado.

## Demografie
Nach einer Schätzung von 2019 leben in El Dorado 12.954 Menschen. Die Bevölkerung teilte sich im selben Jahr auf in 95,3 % Weiße, 1,4 % Afroamerikaner, 1,0 % amerikanische Ureinwohner, 0,2 % Asiaten und 2,0 % mit zwei oder mehr Ethnizitäten. Hispanics oder Latinos aller Ethnien machten 3,5 % der Bevölkerung aus. Das mittlere Haushaltseinkommen lag bei 43.314 US-Dollar und die Armutsquote bei 15,5 %.

## Wirtschaft
In der Stadt befindet sich eine von HollyFrontier betriebene Erdölraffinerie.

## Söhne und Töchter der Stadt
- Robert L. Rodgers (1875–1960), Politiker
- Steve Brodie (1919–1992), Schauspieler
- Lamar Hunt (1932–2006), Sportinvestor
- Mort Walker (1923–2018), Comiczeichner
- Roger Marshall (* 1960), Politiker